# Famille Stumm
Pour les articles homonymes, voir Stumm (homonymie).
Les Stumm sont une grande famille de facteurs d'orgue du XVIIIe siècle, installée dans le Hunsrück, d'où leurs instruments se répandent dans toute l'Allemagne.

## Première génération
- Johann Michael Stumm (1683-1747).

### Œuvres

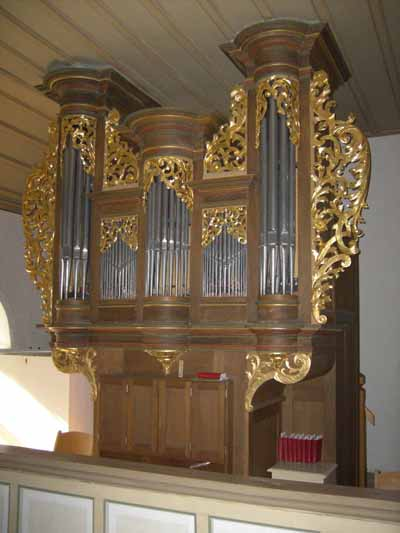
L'orgue sur la galerie occidentale de l'église fortifiée historique de Finkenbach-Gersweiler

- Münstermaifeld 1722 (premier orgue Stumm)
- Rhaunen 1723
- Weiler bei Monzingen vers 1723
- Karden 1728
- Leutesdorf 1735
- Hottenbach dans le Hunsrück 1737
- Spabrücken 1737
- Mühlheim/Eis 1738
- Bad Sobernheim 1739
- Abtei Rommersdorf 1744, aujourd'hui Heimbach-Weis
- Wolf, Starkenburg et Lötzbeuren vers 1743
- Finkenbach-Gersweiler vers 1743
- Kirchheimbolanden 1743/45
- Sulzbach 1746

## Deuxième génération

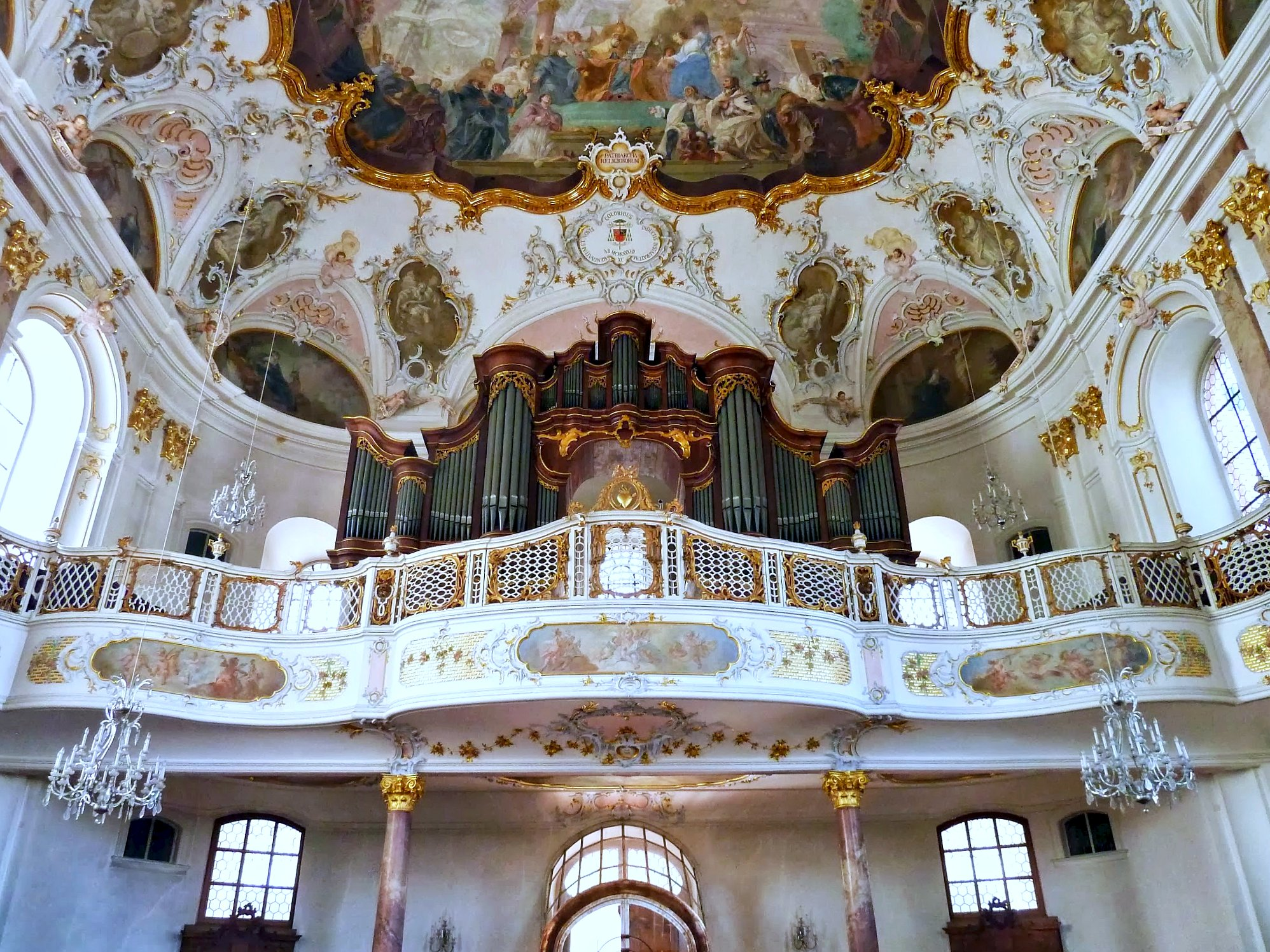
L'orgue de Johann Philipp Stumm sur la galerie occidentale de l'Église Saint-Augustin à Mayence

La deuxième génération travaillait à Kastellaun, c'est au milieu du XVIIIe siècle qu'elle a connu son apogée. Elle est représentée surtout par :
- Johann Philipp Stumm (1705–1776)
- Johann Heinrich Stumm (1715?–1788)

### Œuvres
- Bornheim vers 1743

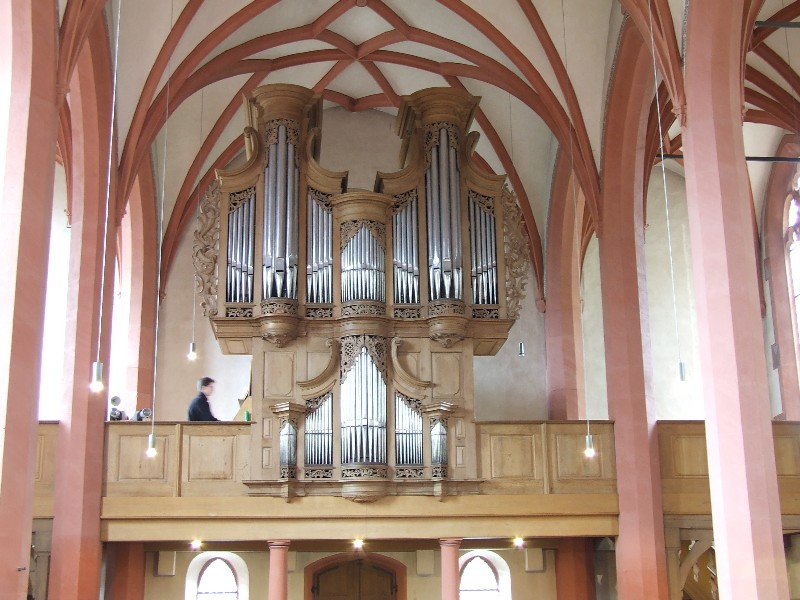
Orgue muet de l'église simultanée de Bechtolsheim

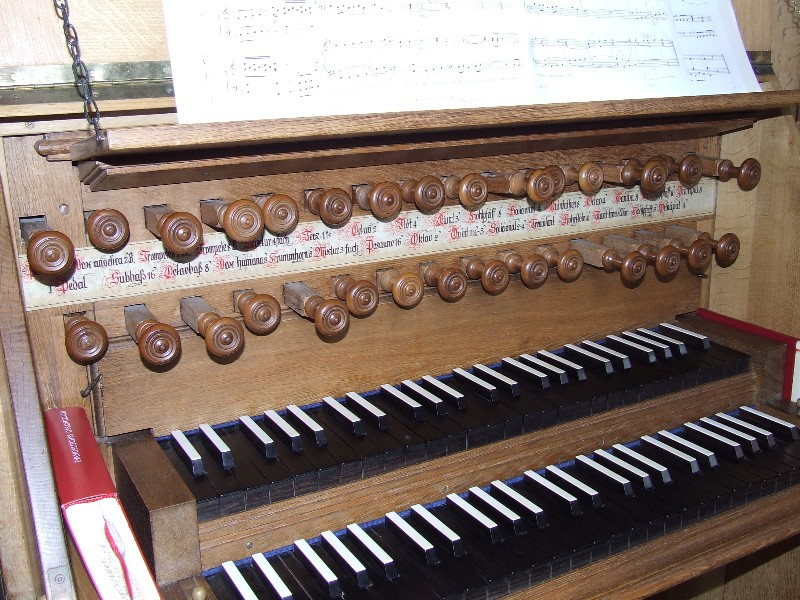
Registre et clavier de l'orgue muet de l'église simultanée de Bechtolsheim

- Simmern/Hunsrück, Josefskirche 1753
- Église simultanée Bechtolsheim à Bechtolsheim 1756
- Trèves, église des Chanoinesses de Saint-Augustin 1757
- Durlach, evang. Stadtkirche 1759
- Wörrstadt, Laurentiuskirche 1759
- Enkirch 1761
- Simmern/Hunsrück, Stephanskirche 1767
- Meisenheim, Schlosskirche 1767/68
- Raversbeuren vers 1770
- Bärstadt 1771
- Mayence, Église Saint-Augustin 1773
- Amorbach, Abtei 1774-1782
- Framersheim ca. 1775
- Irmenach 1776
- Bendorf-Sayn, Abtei 1778
- Schauren 1780

## Troisième génération
- Philipp Stumm (1734–1814)
- Franz Stumm (1748–1826)
- Friedrich-Carl Stumm (1744–1823)
- Johann Michael (II.) Stumm (1732–unbek.)

### Œuvres
- Burgkirche Dreieich-Dreieichenhain, 1791
- Schlosskirche Herrstein, 1772
- Église évangélique de Gensingen, par Philipp et Franz Stumm 1774/1779, restauré en 2000
- Église évangélique Sainte Stéphane de Simmern
- Hochstetten-Dhaun, Stiftskirche St. Johannisberg, 1782
- Hennweiler, 1791
- Kleinich, 1809
- Hasselbach (Taunus) Église catholique Sainte Margaretha, en 1780 (partiellement conservé)

## Quatrième génération
- Carl Stumm (1783–1845)
- Franz-Heinrich Stumm (1788–1859)

### Œuvres

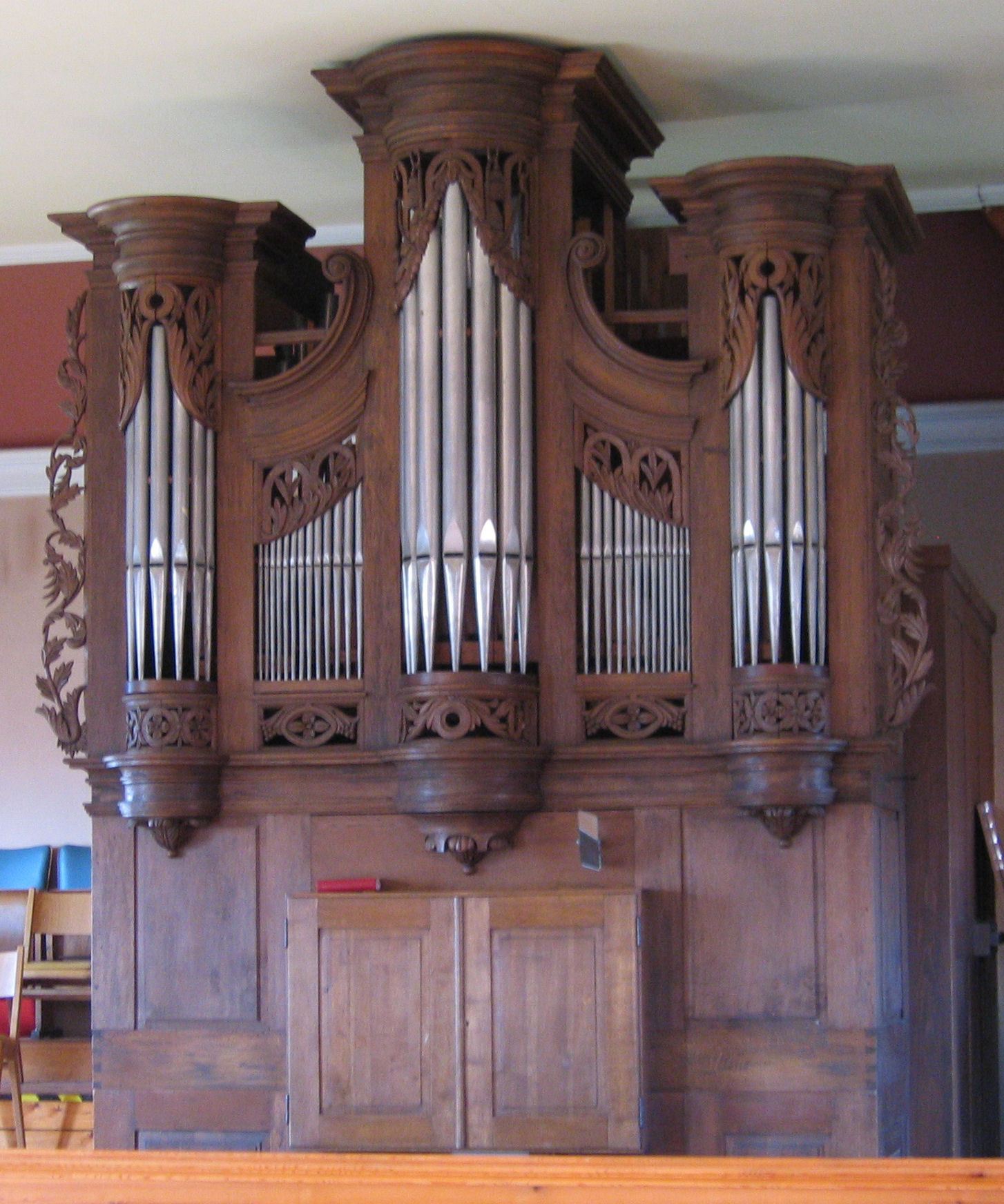
Temple protestant d'Alsenborn

- Église évangélique collégiale Sankt Goar, 1820, avec Positif, deux claviers, douze  registres révisés entièrement en 1995
- Meckenbach (1820)
- Niederhorbach (1831)
- Allenbach (1832)
- Alsenborn (1833)
- Bruchweiler (1833)
- Wolfersweiler (1834)
- Treis-Karden (1836)
- Ommersheim (1838)
- Trittenheim (1840)
- Cathédrale de Geisenheim (1842)

## Cinquième génération
Représentants :
- Friedrich Carl Stumm (1819−1891)
- Georg Karl Ernst Stumm (1824−1869)

### Œuvres
- Bubach 1852
- Beulich 1853
- Ludweiler, Hugenottenkirche 1857
- Stipshausen 1861
- Grumbach 1863
- Oberheimbach 1866
- Thalfang 1876
- Miesau, actuellement Bruchmühlbach-Miesau 1882

## Sixième génération
- Friedrich Stumm (1846–1921)
- Karl Stumm (1847−1926)

### Œuvres
- Niederlinxweiler, 1886
- Église évangélique de Sargenroth, 1886
- Veldenz, 1888
- Mülheim an der Mosel, 1890
- Ober Kostenz, 1891
- Norheim, 1895
- Niederhosenbach, 1896

## Septième génération
- Gustav Stumm (1855–1906)
- Julius Stumm (1858–1885)